# Бађовара (Модена)
Бађовара (итал. Baggiovara) је насеље у Италији у округу Модена, региону Емилија-Ромања.
Према процени из 2011. у насељу је живело 2513 становника. Насеље се налази на надморској висини од 61 м.